# Petr Nouza
Petr Nouza (* 9. září 1998 Praha) je český profesionální tenista, deblový specialista. Ve své dosavadní kariéře na okruhu ATP Tour vyhrál dva deblové turnaje. Na challengerech ATP a okruhu ITF získal dvacet sedm titulů ve čtyřhře.
Na žebříčku ATP byl ve dvouhře nejvýše klasifikován v srpnu 2019 na 536. místě a ve čtyřhře v červenci 2025 na 56. místě. Trénuje ho David Škoch.

## Tenisová kariéra
V rámci okruhu ITF debutoval jako 16letý v květnu 2015, když na pražském turnaji dotovaném 10 tisíci dolary nastoupil do čtyřhry s Davidem Škochem. Ve čtvrtfinále podlehli krajanům Dominiku Kellovskému a Václavu Šafránkovi. Premiérovou deblovou trofej v této úrovni tenisu získal v 18 letech se 40letým trenérem Škochem během května 2017 v italském Sondriu, po finálové výhře nad Italy Trusendim a Violou ze čtvrté stovky žebříčku. Společně pak vybojovali další tři trofeje v Budapešti (2017), Brně (2018, finále proti Riklovi a Poláškovi) a Schlierenu (2019, finále proti bratrům Hunteru a Yatesovi Johnsonovým). Do přímého souboje o singlový titul postoupil během března 2022 na 25tisícovém turnaji v Trentu. Po dvousetovém průběhu však odešel poražen od Němce Marvina Möllera. Prvních šest deblových trofejí na challengerech vyhrál v sezóně 2023.
Do okruhu ATP Tour poprvé zasáhl ve čtyřhře antukového Swiss Open Gstaad 2023 s Romanem Jebavým. V semifinále je vyřadili pozdější švýcarští šampioni Dominic Stricker se Stanem Wawrinkou. Podruhé si deblové semifinále zahrál na halovém Open Sud de France 2024 v Montpellier. Do souboje o titul jej s Nizozemcem Robinem Haasem nepustil francouzsko-rakouský pár Albano Olivetti a Sam Weissborn. Ve finále se tak premiérově představil ve čtyřhře říjnového Stockholm Open 2024. V páru s Patrikem Riklem z něho odešli poraženi od nejvýše nasazených členů druhé světové desítky, Fina Harriho Heliövaary s Britem Henrym Pattenem.
Na grandslamu debutoval čtyřhrou Australian Open 2024 se spoluhráčem Jiřím Lehečkou. Časnou porážku jim přivodili Američané Nathaniel Lammons s Jacksonem Withrowem. V rozhodující sadě nevyužili výhodu prolomeného podání. Úvodní fázi nepřešel ani s Venezuelanem Luisem Davidem Martínezem na French Open 2024 a po boku Rikla na Australian Open 2025.

## Finále na okruhu ATP Tour

### Čtyřhra: 3 (2–1)
| Legenda                   |
| ------------------------- |
| Grand Slam (0)            |
| Turnaj mistrů (0)         |
| ATP Tour Masters 1000 (0) |
| ATP Tour 500 (0)          |
| ATP Tour 250 (2–1)        |

| Stav      | č. | datum         | turnaj              | kategorie | povrch    | spoluhráč   | soupeři ve finále                | výsledek              |
| --------- | -- | ------------- | ------------------- | --------- | --------- | ----------- | -------------------------------- | --------------------- |
| Finalista | 1. | říjen 2024    | Stockholm, Švédsko  | ATP 250   | tvrdý (h) | Patrik Rikl | Harri Heliövaara Henry Patten    | 5–7, 3–6              |
| Vítěz     | 1. | duben 2025    | Marrákeš, Maroko    | ATP 250   | antuka    | Patrik Rikl | Hugo Nys Édouard Roger-Vasselin  | 6–3, 6–4              |
| Vítěz     | 2. | červenec 2025 | Kitzbühel, Rakousko | ATP 250   | antuka    | Patrik Rikl | Neil Oberleitner Joel Schwärzler | 1–6, 7–6(7–3), [10–5] |

## Tituly na challengerech ATP

### Čtyřhra (11 titulů)
| Legenda            |
| ------------------ |
| Challengery (11 Č) |

| Č.  | datum         | turnaj                         | okruh      | povrch    | spoluhráč          | poražení finalisté                      | výsledek           |
| --- | ------------- | ------------------------------ | ---------- | --------- | ------------------ | --------------------------------------- | ------------------ |
| 1.  | leden 2023    | Oeiras, Portugalsko            | Challenger | tvrdý (h) | Victor Vlad Cornea | Jonathan Eysseric Pierre-Hugues Herbert | 6–3, 7–6(7–3)      |
| 2.  | květen 2023   | Praha, Česko                   | Challenger | antuka    | Andrew Paulson     | Jiří Barnat Jan Hrazdil                 | 6–4, 6–3           |
| 3.  | květen 2023   | Skopje, Severní Makedonie      | Challenger | antuka    | Andrew Paulson     | Sriram Baladži Džívan Nedunčežijan      | 7–6(7–5), 6–3      |
| 4.  | červen 2023   | Poznaň, Polsko                 | Challenger | antuka    | Karol Drzewiecki   | Ariel Behar Adam Pavlasek               | 7–6(7–2), 7–6(7–2) |
| 5.  | srpen 2023    | Liberec, Česko                 | Challenger | antuka    | Andrew Paulson     | Neil Oberleitner Tim Sandkaulen         | 6–3, 6–4           |
| 6.  | srpen 2023    | Praha, Česko                   | Challenger | antuka    | Andrew Paulson     | Filip Bergevi Mick Veldheer             | 7–5, 6–3           |
| 7.  | únor 2024     | Nottingham, Spojené království | Challenger | tvrdý (h) | Patrik Rikl        | Antoine Escoffier Joshua Paris          | 6–3, 7–6(7–3)      |
| 8.  | únor 2024     | Tenerife, Španělsko            | Challenger | tvrdý     | Patrik Rikl        | Sander Arends Sem Verbeek               | 6–4, 4–6, [11–9]   |
| 9.  | červenec 2024 | San Marino                     | Challenger | antuka    | Patrik Rikl        | Théo Arribagé Orlando Luz               | 1–6, 7–5, [10–6]   |
| 10. | září 2024     | Sevilla, Španělsko             | Challenger | antuka    | Patrik Rikl        | George Goldhoff Fernando Romboli        | 6–3, 6–2           |
| 11. | září 2024     | Bad Waltersdorf, Rakousko      | Challenger | antuka    | Patrik Rikl        | Guido Andreozzi Sriram Baladži          | 6–4, 4–6, [10–5]   |